# Mercado Roque Santeiro
O Mercado Roque Santeiro  foi um mercado público localizado no município de Sambizanga, parte da capital de Angola, Luanda. Foi aberto em 1991 com o nome oficial de Mercado Popular da Boavista; recebeu o nome de Roque Santeiro a partir da telenovela brasileira de mesmo nome, exibida à época na televisão angolana.
Ficou conhecido como o maior mercado a céu aberto da África, estendendo-se por uma área de um quilômetro de comprimento por 500 metros de largura (equivalente a 5 campos de futebol) onde comerciantes vendiam diversos tipos de mercadorias, de alimentos a computadores, em barracas de zinco.O "Roque Santeiro" cresceu com os conflitos civis em Angola; com a escassez de comida e outros artigos, o mercado era um dos únicos locais onde se podiam encontrá-los.  Também era conhecido como local de atividades como contrabando de armas e drogas.
O Mercado Roque Santeiro foi fechado pelo governo municipal em 2011; os comerciantes foram transferidos para um novo mercado, em Panguila.